# Голутвинская мануфактура
Голу́твинская мануфакту́ра — одно из крупнейших текстильных предприятий России, основанное Михаилом Рябушинским в середине XIX века в Москве и просуществовавшее (в советское время — под названием «Красные текстильщики») до 1990-х годов. Комплекс зданий мануфактуры занимал квартал между улицами Большая Якиманка, 1-м и 3-м Голутвинскими переулками и Якиманской набережной.

## История
Михаил Рябушинский, перебравшийся в Москву в 1802 году, в 1829 году купил дом с землёй в Голутвинской слободе, а в 1846 году открыл на своём участке фабрику шерстяных и полушерстяных тканей. Три года спустя московский обер-полицмейстер так характеризовал заведение: «Машин никаких нет, а имеется 140 станков, при которых рабочих находится 140 человек». В 1856 году предприятие расширилось — в усадебном саду был построен новый каменный четырёхэтажный корпус. В 1869 году на фабрике насчитывалось 950 рабочих. Однако с развитием машинного производства фабрика, где использовался исключительно ручной труд, оказалась неконкурентоспособной, и в 1872 году наследники Павел и Василий Рябушинские продали её.
Новыми владельцами предприятия стали братья Григорий и Алексей Истомины, которые расширили и переоборудовали его, а в 1874 году организовали Товарищество Московской Голутвинской мануфактуры. В это время мануфактура занимала уже два строения, и остро встал вопрос о жилье для рабочих, так что по соседству с мануфактурой были возведены первые жилые дома.
С конца 1880-х годов комплекс зданий мануфактуры расширился: по линии 1-го Голутвинского переулка появились два здания, получивших название «Старого двора», по линии Якиманской набережной на месте снесенного пивоваренного завода архитектор Александр Калмыков возвёл шестиэтажный корпус, где разместились производственные помещения, а также спальни для рабочих, прачечная и столовая. В 1912 году Калмыков пристроил к фабрике пятиэтажный цех с башней, на которой был установлен водонапорный бак противопожарной системы. Комплекс зданий по Якиманской набережной и линии 4-го Голутвинского переулка получил название «Новый двор». К началу XX в. число рабочих на фабрике превысило тысячу, а сама мануфактура представляла собой уже целый квартал производственных и служебных корпусов и рабочих казарм, главным образом краснокирпичных.
В 1921 году мануфактура была превращена в фабрику «Красные текстильщики» (в литературе встречается также именование «Красный текстильщик»). В 1928 году при фабрике был построен одноимённый клуб (дом культуры).
В 1941—1945 годах на фабрике было развёрнуто производство тканей для нужд армии. В годы войны 267 сотрудников фабрики были призваны на фронт, многие из них не вернулись. На установленном во дворе предприятия памятнике сотрудникам фабрики, погибшим
в годы Великой Отечественной войны, перечислены 58 имён.
В 1964 году на фабрике было установлено новое оборудование, произведённое в ЧССР и ГДР. Однако уже в годы перестройки и развала СССР произошедший разрыв экономических связей с поставщиками сырья из среднеазиатских республик привёл к снижению рентабельности и конкурентоспособности предприятия.

## Современность
В начале 1990-х годов инвестором и застройщиком территории мануфактуры становится АО «Голутвинская слобода», которое за свой счёт ликвидировало убыточную фабрику «Красный текстильщик». С этого времени здесь происходит комплексная реконструкция. В рамках этого проекта осуществлена реставрация Храма Святителя Николая в Голутвине, реконструкция офисного здания по 3-му Голутвинскому переулку, строительство офисного центра «Голутвинский двор», реконструкция зданий фабрики под офисные центры «Старый двор» и «Новый двор», на базе фабричных общежитий предполагается создание двух апарт-отелей.
В качестве застройщиков территории упоминались также компании «Красные текстильщики» и «Нафтам». В частности, в 2009 году правительство Москвы определило конечным сроком реализации инвестпроекта по реконструкции и воссозданию «Голутвинской слободы» 31 декабря 2012 года, при этом уже в 2009 году из фабричных общежитий на Якиманской набережной и в 4-м Голутвинском переулке должны были быть отселены все 50 жителей. Позже переселение жителей было продлено до конца 2012 года.

## Архитектура
Красно-кирпичные корпуса мануфактуры, возвышающиеся над прибрежной застройкой, перекликаются с комплексом фабрики «Красный Октябрь» (ранее шоколадная фабрика Эйнема) на противоположном берегу, архитектором которой также был Калмыков. Сейчас фабрика Красный Октябрь переехала на Малую Красносельскую улицу. В архитектуре обоих комплексов присутствует «заметная доля грубоватой романтики», свойственной фабричному «стилю» той поры, а их башнеобразные объёмы «как бы фланкируют вход в канал».
Дом директора фабрики, также расположенный на набережной, внесён в реестр памятников культуры федерального значения.
Клуб при фабрике был построен по проекту инженера А. Розанова в 1928 году. Материал постройки — бетонный каркас с кирпичом, облицованный цементом. К этому времени на фабрике работало 1400 человек (в две смены), однако зрительный зал клуба был рассчитан, включая балконы, на 650 мест. Как писал Д. М. Аранович, здание клуба «не замечательно ни в каком отношении. В частности, в нём нет остро поставленных проблем новой организации внутреннего пространства. Нет в нём и оригинальных решений внешней конфигурации. „Красные текстильщики“ — типичный рабочий клуб в ряду новых клубных зданий последних трех лет». В 1990-е годы здание снесено, на его место построен офисный центр.
Отмечалось, что в ходе реконструкции 1990-х годов здание, выходящее на Якиманскую набережную, получило мансарду, совершенно новые интерьеры, но в основном сохранило исторический фасад.
- Якиманская набережная, территория бывшей мануфактуры (2015)
- Якиманская набережная, территория бывшей мануфактуры (2006)
- Здание офисного центра «Новый Двор» со стороны Водоотводного канала ночью (2013)
- 4-й Голутвинский переулок, вид на бывшие здания мануфактуры от набережной (2010)

## Наводнения
На доме 4, строение 1 по Якиманской набережной, с обеих сторон стены, обращённой к каналу, чуть выше человеческого роста прикреплены старинные металлические таблички с надписью: «Уровень воды 11 апреля 1908 года». Это отметка на память о крупнейшем за всю историю наблюдений москворецком наводнении.